# Colin O'Donoghue
Pour les articles homonymes, voir O'Donoghue.
 (juillet 2016).
Colin O'Donoghue est un acteur, chanteur et musicien irlandais, né le 26 janvier 1981 à Drogheda (Irlande).

## Biographie
De son nom de naissance Colin Arthur Geoffrey O'Donoghue, l'acteur naît à Drogheda dans le Comté de Louth (Irlande). 

Touchant un peu à tous les arts, comme la musique et les arts plastiques, il commence sa carrière d'acteur par accident, après avoir fait une lecture sur scène pour un ami. 
L'idée de devenir un acteur professionnel se cristallise avec une expérience extraordinaire, quand il intègre le théâtre pour les jeunes, à 16 ans. À la suite du succès de la troupe dans une compétition, les jeunes acteurs furent invités  à faire une représentation au British National Theater à Londres. La représentation fut un succès, si bien que la troupe reçut un prix de la part de Anthony Minghella.

### Études
Il étudie à la Gaiety School of Acting (en), une école de théâtre située à Dublin, dont il sort diplômé en 2001.

### Carrière
La carrière de Colin O'Donoghue commence par de petits rôles, à la télévision, dans des courts métrages et au théâtre. 
En 2003, il apparait dans Call Girl (2003).
En 2004, il obtient le rôle de Peter dans Love is a drug. L'année suivante, il monte sur scène pour l'adaptation théâtrale de l'essai The Dream of a Summer Day de Lafcadio Hearn.
En 2006, il apparaît dans le court-métrage 24/7 ainsi que dans le rôle de Conor dans The Clinic, jusqu'en 2008. Il joue à nouveau dans un court-métrage en 2009 dans The Euthanizer. La même année, il apparaît dans le rôle du Duc Philip de Bavière dans un épisode de la saison 3 de la série historique de Showtime Les Tudors. Cette courte apparition le propulse dans le milieu du cinéma avec son premier grand rôle qu'il obtient en 2011 dans Le Rite, où il joue le personnage de Michael Kovak, aux côtés de Anthony Hopkins.
En 2012, il est choisi pour le rôle de Mark, dans Storage 24. La même année, il commence à jouer le rôle du Capitaine Crochet / Killian Jones (Captain Hook en V.O.), l'un des personnages principaux de la série américaine Once Upon a Time.
En 2014, Colin est choisi pour interpréter le personnage principal, Brennan, dans un film indépendant The Dust Storm.
Pour la chanteuse Christina Perri, l'acteur fait une apparition dans le clip musical "The World" de 2015, comme personnage principal. L'année suivante, il tourne à New York des scènes pour sa participation au film Carrie Pilby, adapté du livre La vie (pas) très cool de Carrie Pilby (en) de Caren Lissner (en), dans lequel il interprète le Pr David Harrison, professeur de Carrie Pilby, interprétée par l'actrice anglaise Bel Powley.
Lors de l'annulation de la série Once Upon A Time en 2018, Colin O'Donoghue obtient un nouveau rôle dans la série Dolly Parton's Heartstrings, diffusée en 2019.
En 2020, il obtient le rôle de Gordon Cooper dans la série Disney+ L’Étoffe des Héros. Il prête aussi sa voix au personnage Douxie dans la série animé sur Netflix: Mages et Sorciers: Les Contes d'Arcadia et son adaptation en jeux vidéo, Trollhunters: Defenders of Arcadia. Il joue ce rôle une nouvelle fois en 2021 pour le film Chasseur de Trolls: le réveil des Titans.

#### Musique
En 2003, Colin O'Donoghue forme avec son ami d'enfance Ronan McQuillan le groupe irlandais The Enemies, où il est guitariste et chanteur. En 2011, il signe avec le groupe l'album "Sounds Big On The Radio". En 2013, il quitte le groupe pour se consacrer au tournage de Once Upon a Time.

## Filmographie

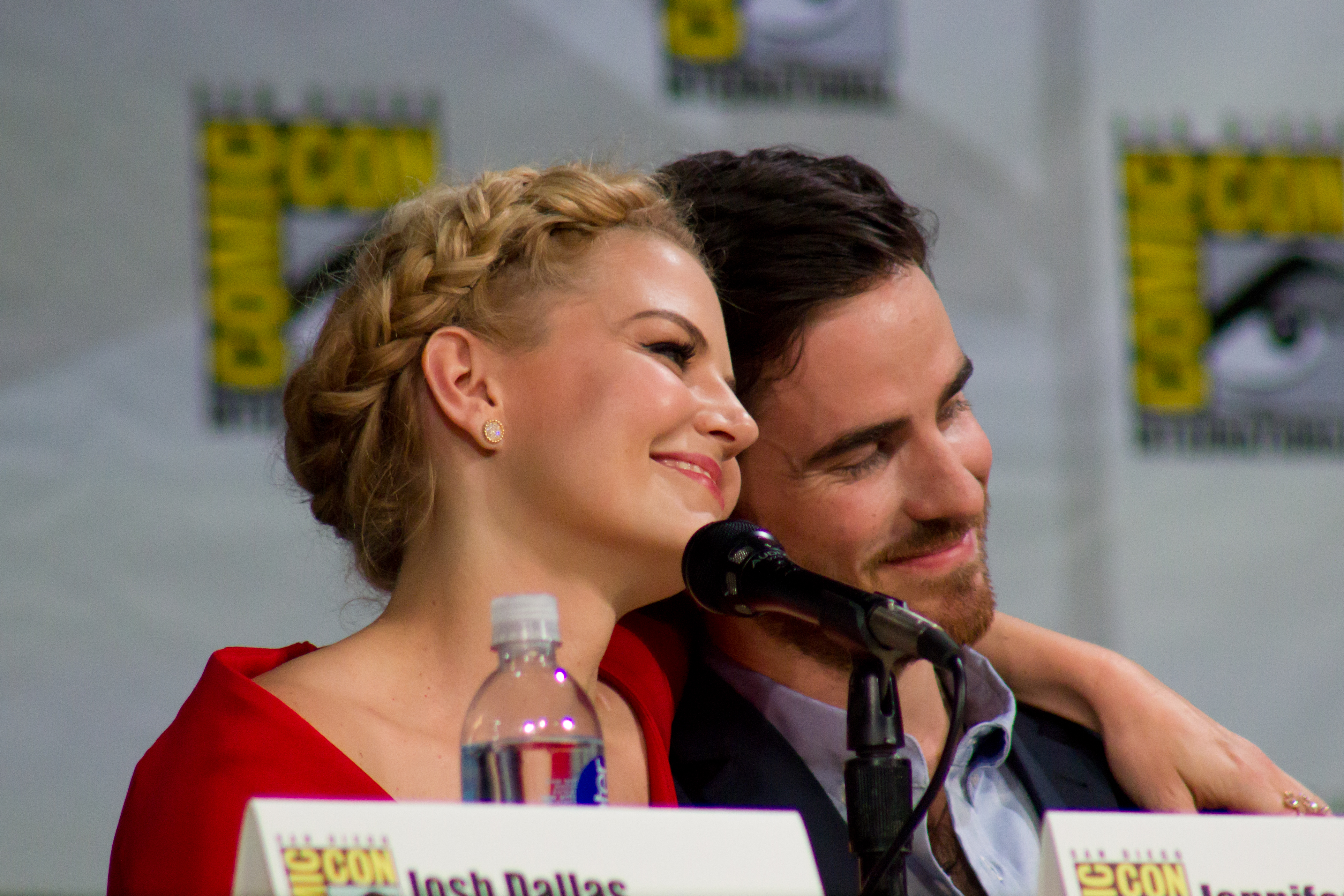
Colin O'Donoghue et Jennifer Morrison au Comic-Con 2014 pour Once Upon a Time.

### Cinéma

#### Court métrage
- 2003 : Call Girl : Brendan
- 2006 : 24/7 : Nick
- 2009 : The Euthanizer : Ben

#### Long métrage
- 2011 : Le Rite : Michael Kovak
- 2012 : Storage 24 (en) : Mark
- 2016 : The Dust Storm (cy) : Brennan
- 2016 : Carrie Pilby : professeur David Harrison
- 2018 : What Still Remains : Peter
- 2021: Chasseurs de trolls : Le Réveil des Titans : Hisirdoux « Douxie » Casperan
- 2022 : Luck : Gerry

### Télévision

#### Téléfilm
- 2002 : Home for Christmas : Norman Quested
- 2009 : Wild Decembers : jeune garde
- 2011 : Identity : John Bloom

#### Séries télévisées
- 2001 : Rebel Heart : Rowe (saison 1, épisode 1)
- 2004 : Love Is the Drug : Peter (saison 1, épisodes 1 & 4)
- 2005 : Preuve à charge : Jamie (saison 2, épisodes 3 & 4)
- 2005 : Fair City : Emmett Fitzgerald (saison 16, épisodes 192, 194 & 195)
- 2006 - 2008 : The Clinic : Conor Elliott (14 épisodes)
- 2009 : Les Tudors : Philip, duc de Bavière (saison 3, épisode 8 : Plus dure sera la chute)
- 2012 - 2018 : Once Upon a Time : Capitaine Crochet / Killian Jones  (saisons 2-7)
- 2019 : Dolly Parton's Heartstrings : JJ Sneed (épisode 7 : "JJ Sneed")
- 2020 : L'étoffe des héros : Gordon Cooper
- 2020 : Mages et Sorciers : Les Contes d'Arcadia : Douxie / Hisirdoux l’apprenti de Merlin

## Récompenses
En 2003, pour son interprétation dans Home for Christmas, Colin O'Donoghue obtient le prix du meilleur nouveau talent aux IFTAs.
En 2016, il est nommé avec Jennifer Morrison aux Teen Choice Award 2016 pour leurs rôles dans Once Upon A Time.